# بيمبري - تشينشواد
بيمبري - تشينشواد  تقع على حدود مدينة بيون الشمالية الغربية في الهند .و تقع جغرافياً على ارتفاع 590 م (1,940 قدم) فوق مستوى سطح البحر ، وعلى مسافة ما يقارب 15 كـم (9.3 ميل) شمال غرب مركزها التاريخي.   كما يعتبر الحي موطن لصناعة واسعة النطاق ومعروف جيدًا بالسيارات وتكنولوجيا المعلومات والصناعة. 

## التاريخ

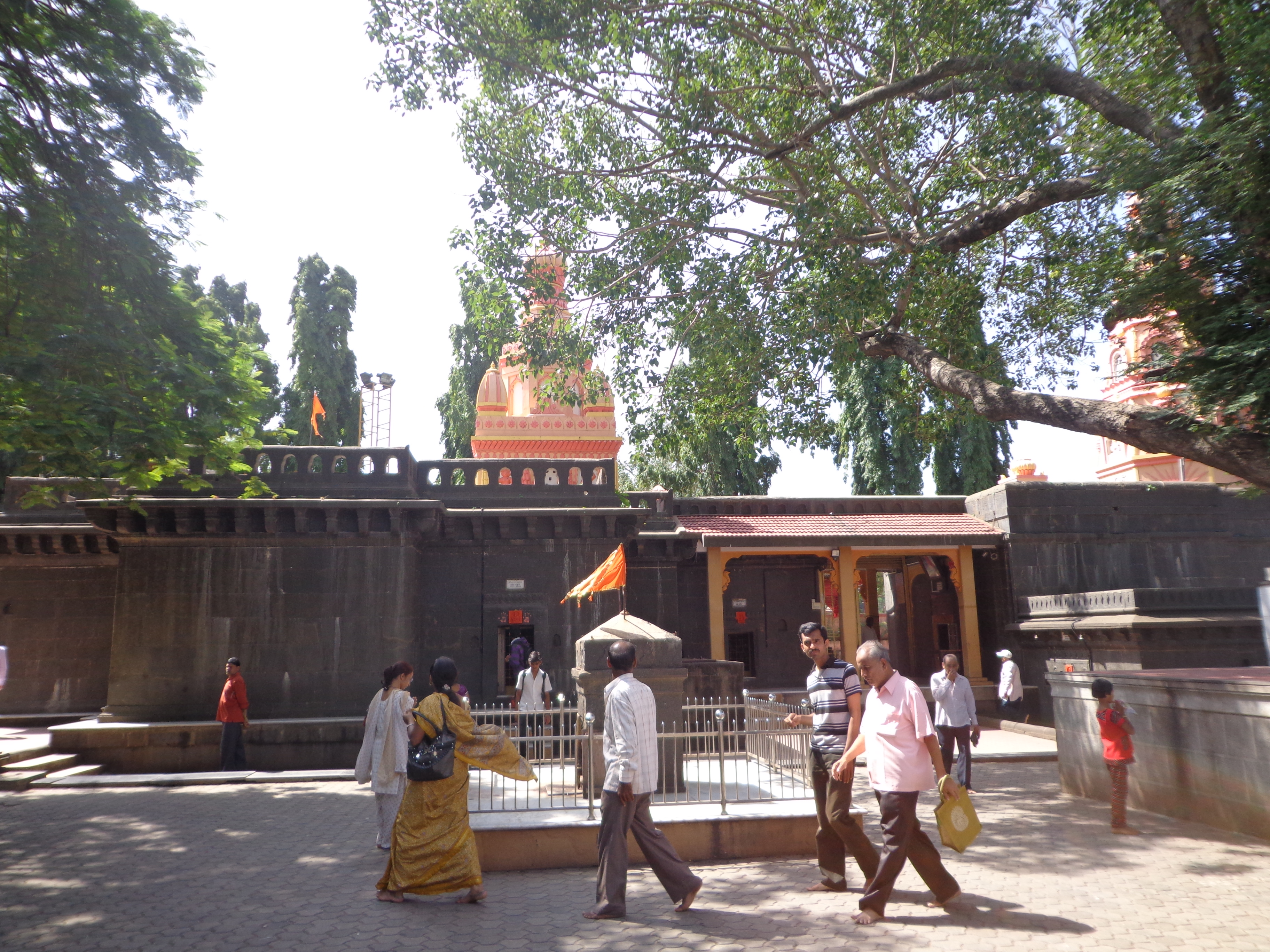
معبد موريا جوسافي ، تشينشواد

تشتهر تشينشواد بضريح Morya Gosavi ، وهو مسمى تيمناً  باسم قديس بارز من طائفة Ganapatya من الهندوسية التي تعبدالاهاً يدعى Ganesha والذي يؤمن عابديه بأنه الكائن الأعلى أو مفهومه الميتافيزيقي عن Brahman .وقد اختلفت عدة مصادر مختلفة عن تاريخ بناء ضريح مورايا غوسافي بين القرنين الثالث عشر والسابع عشر الميلاديين.   على انه يوجد نقش على المعبد يشير إلى انه قد تم بنائه عام 1658 م.